# IC 4803-2
IC 4803-2 — галактика типу S (спіральна галактика) у сузір'ї Павич.
Цей об'єкт міститься в оригінальній редакції індексного каталогу.